# Партия национального пробуждения
Партия национального пробуждения (индон. Partai Kebangkitan Bangsa) — политическая партия в Индонезии исламской ориентации, аффилированная с крупной исламской организацией Нахдатул Улама.
Партия была основана в 1999 году лидером Нахдатул Улама Абдуррахманом Вахидом, который с 1999 по 2001 год был президентом Индонезии.
На президентских выборах 2004 года партия выставила своим кандидатом Абдуррахмана Вахида, а после его отстранения от участия в выборах Центризбиркомом поддержала кандидата от партии Голкар Виранто, вице-президентом при котором баллотировался Салахуддин Вахид, брат Абдуррахмана Вахида и один из лидеров Нахдатул Улама. На выборах 2009 года партия поддержала Сусило Бамбанга Юдойоно, победившего в первом же туре.
Член партии Мухаймин Искандар (индон. Muhaimin Iskandar) — вице-председатель Совета народных представителей в 1999—2009 и министр труда и миграции с 2009 года, Хелми Файсад Зайни (индон. Helmy Faisal Zaini) — министр развития депрессивных регионов с 2009 года, Алви Абдуррахман Шихаб (индон. Alwi Abdurrahman Shihab) — министр-координатор по делам народного благосостояния в 2004-05, Сайфулла Юсуф (индон. Saifullah Yusuf) — министр развития депрессивных регионов в 2004-07.
На парламентских выборах 2014 года партия получила 47 мест из 560 мест. На парламентских выборах 2019 года партия получила 58 из 575 мест.

## Поддержка партии на парламентских выборах
|  |